# Inverness Passage
De Inverness Passage is een zeestraat in het westen van Brits-Columbia in Canada.

## Geografie
De zeestraat heeft een lengte van ruim tien kilometer ligt tussen het Tsimpsean Peninsula van het Canadese vasteland in het noorden en Smith Island in het zuiden. Het verbindt Chatham Sound in het westen met de Eleanor Passage en De Horsey Passage in het oosten. Via de korte Eleanor Passage staat de zeestraat in verbinding met de monding van de Skeena in de Telegraph Passage.
Het waterlichaam ligt in de mariene ecoregio Noord-Amerikaans Pacifisch Fjordland.

## Geschiedenis
In 1908 werd de zeestraat vernoemd naar de Inverness Cannery.